# Château d'Arras
Le château d'Arras ou Castet-Naü d'Azun est un château datant du XIIIe siècle.

## Localisation
Le château est situé sur la commune de Arras-en-Lavedan, en val d'Azun dans le département français des Hautes-Pyrénées en région Occitanie. Il est implanté au nord-ouest de la commune à flanc de montagne au-dessus du bourg.

## Historique
Le château est mentionné pour la première fois en 1260 dans un acte faisant état du Bayle du château, il n'est pas encore érigé mais étymologiquement, l'appellation Castet-Nau, pour « château neuf », y trouve sa justification en tant que nouvel édifice. 
On peut donc présumer que le donjon central et son enceinte sont les éléments alors en place en 1260 et que leur élévation est postérieure à 1175. Ceci est confirmé par le style architectural adopté et remontant à la seconde moitié du XIIIe siècle. 
Il est sous tutelle comtale puis devient possession des rois de France jusqu'au traité de Brétigny en 1360, la forteresse est laissée au parti anglais et en sera la propriété jusqu'en 1404, date du siège orchestré par Jean II de Bourbon
La deuxième phase de construction se situe alors au tournant du XIVe et du XVe siècle, le château entre dans un contexte militaire où sa défense jusqu'ici passive devient un enjeu politique. C'est la phase de remaniement qui laisse le plus de traces aujourd'hui. 
La bâtisse est redevenue possession française et en 1426 lorsque Jean de Foix Grailly en fait don à Bernat de Coarraza, le Castet-Nau obtient son premier seigneur particulier et sa famille en conserve la garde jusqu'en 1733 pour la laisser à celle de Palarin et en 1757 c'est la famille de Palaminy qui reprend l'édifice.
La forteresse médiévale se retrouve, dès la fin du XVIIIe siècle, exploitée en propriété agricole, l'enceinte devient une étable et la tour carré un fenil. Depuis 1996, le nouveau propriétaire procède à une restauration-reconstruction des vestiges en place à des fins de valorisation.

## Description
La bâtisse se caractérise par un donjon enclos d'une enceinte chaînée à ses angles par des pierres de taille, simplement percée d'une entrée principale et d'une poterne, se compose d'un mur large.
Le donjon primitif, de plan circulaire, s'élève sur quatre niveaux, un rez-de-chaussée aveugle, voûté et muni d'un trou d'homme, un premier étage percé d'une porte d'accès desservie par un escalier en bois dont le départ se trouve dans la cour. Un deuxième étage est éclairé par une archère en pierre de taille et le dernier étage est ouvert par une baie rectangulaire en pierre de taille au-dessous de laquelle se remarquent deux trous de boulins. 
La partie inférieure de la tour est datable du XIIIe siècle, les parties supérieures sont le résultat d'une reprise. À l'intérieur, la circulation entre les niveaux se fait par une succession d'échelles. 

## Galerie d'images

Sélection de vues du château
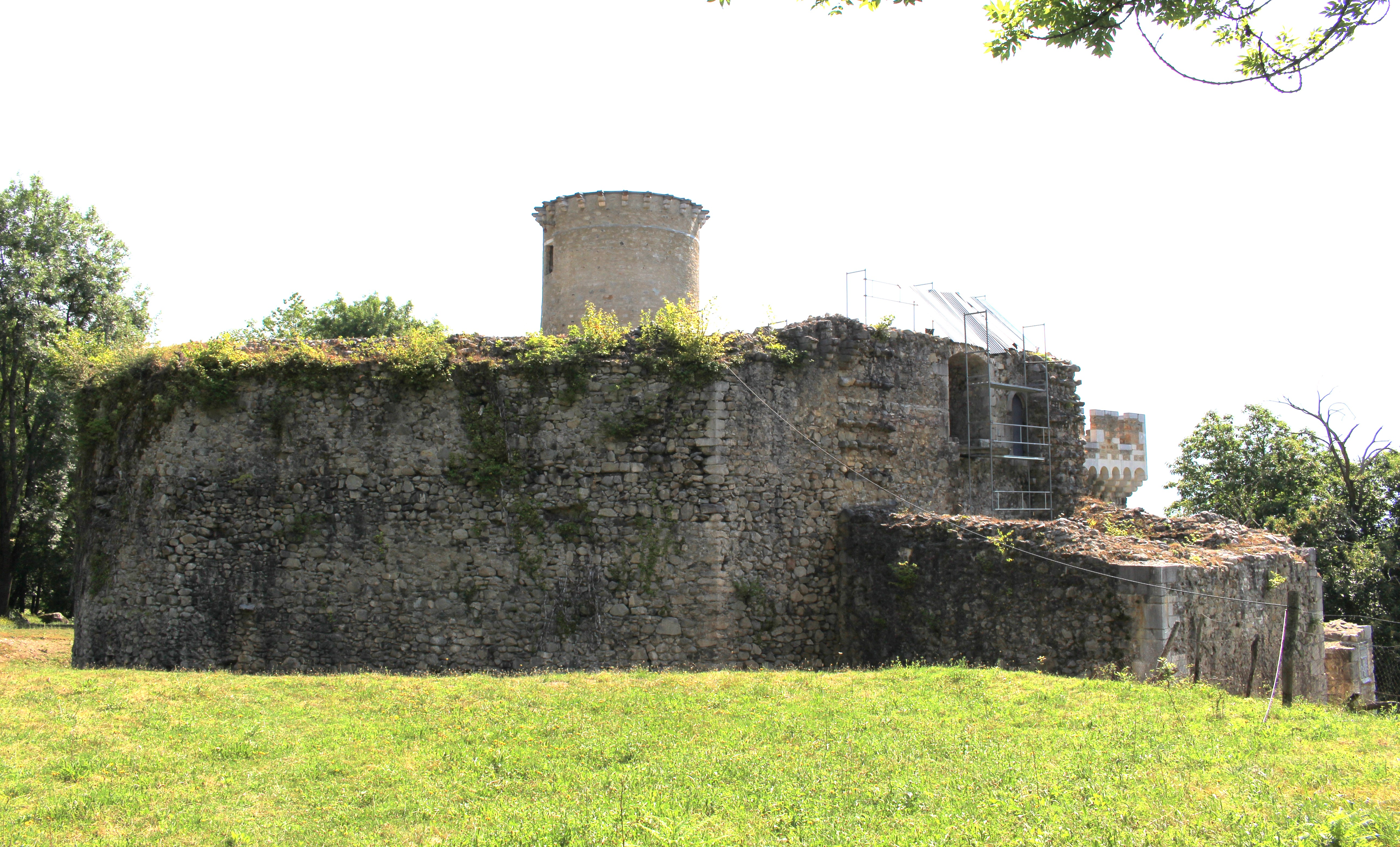
Vue générale.
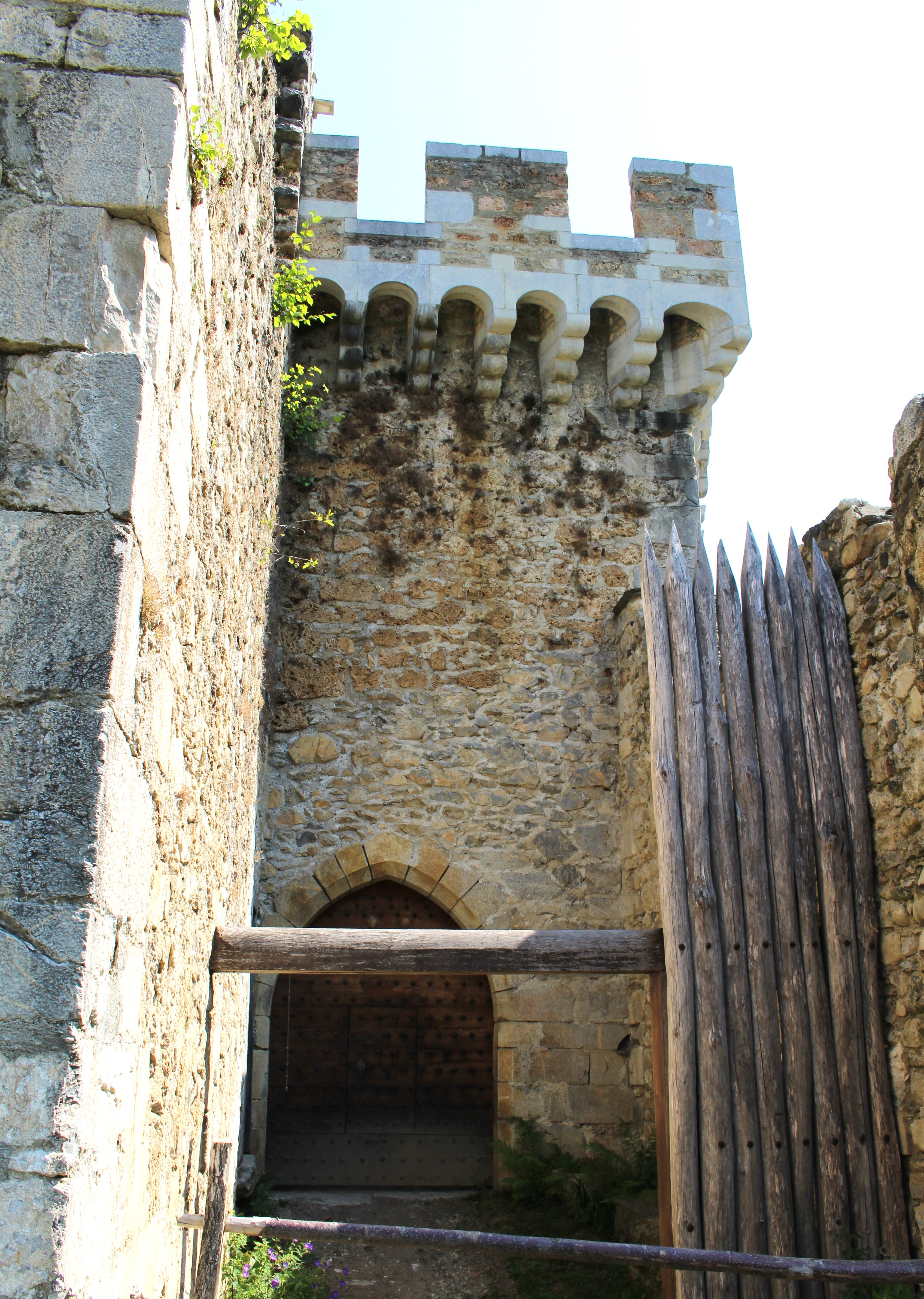
Vue d'une tour.
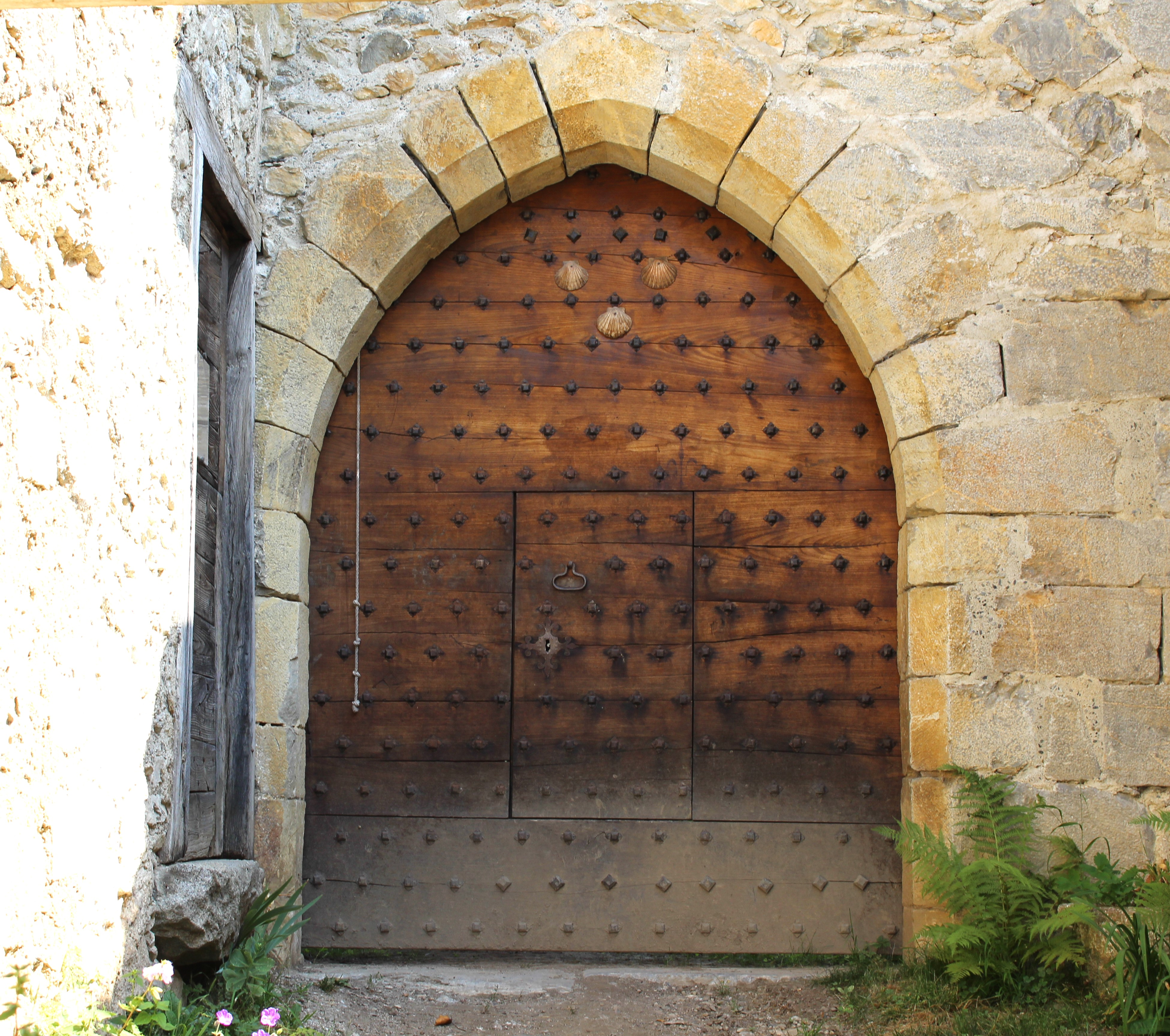
Vue de la porte principale.